# Robe en chemise
La robe en chemise è un indumento femminile, ha l'aspetto di una sottoveste lunga fino ai piedi con la vita alta.
Indumento di mussola o cotonina bianca utilizzato tra la fine del 1700 e inizio 1800, veniva utilizzata molto spesso con calzamaglie e alcune volte con la stoffa bagnata, in modo che aderisse al corpo come le statue marmoree tipiche del neoclassicismo.
La statuaria greco-romana condizionò, oltre l'arte scultorea e pittorica dell'epoca, anche la moda che si ispira alla bianchezza del marmo e le linee naturali del corpo.